# ドイチェ・フースバルマイスターシャフト1903-1904
ドイチェ・フースバルマイスターシャフト 1903-1904 はドイツサッカー協会によって開催された第2回目のクラブチーム全国大会である。決勝戦が中止されたため、ドイチャー・フースバルマイスターは決まらなかった。

## 概要
ドイチェ・フースバルマイスターシャフトは1904年4月24日から5月22日まで開催されたが、しかし新王者は誕生しなかった。決勝戦が中止され、大会が完結しなかったからである。前回王者VfBライプツィヒ (1893年)とベルリナーTuFCブリタニア92の決勝戦は、カッセルで開催予定であったが、直前になってドイツサッカー協会により中止された。

決勝戦が中止された原因は、トーナメントにおける中立地開催原則であった。昨年度大会でも経済的な理由により、とても中立地とは言い難い、どちらか片方の実質的ホームで開催された試合が多かったのだが、それが今大会における問題を引き起こした。
決勝戦中止の原因を作ったのは、初戦敗退したカールスルーアーFVからの抗議である。わざわざベルリンのDFB本部にまで出向いたKFVの抗議は、決勝戦当日の年次総会において賛成127：反対41で認められ、決勝戦の5時間前に大会は打ち切られた。昨季王者VfBライプツィヒはこの後も再三決勝進出を果たすのだが、ベルリナー・ブリタニアにとっては最初で最後だった。

## 出場クラブ[2]
DFBは1904年5月15日までに合計214クラブの会員を抱えていた。 彼らが所属する協会はDFBの地域支部として定義され、クラブはその地域協会を通じてDFBの会員として認められる。昨年度と同じく、各協会の地域大会を制したマイスター達だけが決勝大会「エントルンデ」に出場することができる。
各協会のDFB加盟条件は最低4クラブを傘下に入れていることであり、ドイツ国外にも該当する統括組織はあったのだが、昨季のDFCプラーク (プラハ)に続く外国からの参加はなかった。今季のエントルンデ (本大会、決勝ラウンド) 出場クラブは、昨季より2つ増えて8クラブとなった。
| クラブ                         | 出場資格                                                             |
| ベルリナーTuFCブリタニア92     | VBBベルリナー・フースバルマイスターシャフト1903-1904優勝             |
| VfBライプツィヒ (1893年)       | ミッテルドイチェ・フースバルマイスターシャフト1903-1904優勝/前回王者 |
| マクデブルガーFCヴィクトリア96 | VMBVマイスターシャフト優勝                                           |
| SCゲルマニア・ハンブルク       | HAFVマイスターシャフト優勝                                           |
| ARBVハノーファー               | VHBVマイスターシャフト優勝                                           |
| カッセルFV95                   | VCBマイスターシャフト優勝                                            |
| デュイスブルガーSpV            | ヴェストドイチェ・フースバルマイスターシャフト1903-1904優勝          |
| カールスルーアーFV             | ズュートドイチェ・フースバルマイスターシャフト1903-1904優勝          |

## 準々決勝
| 1904年4月24日 準々決勝 | ベルリナーTuFCブリタニア92                                                                            | 6 – 1 | カールスルーアーFV | ベルリン   |
|                        | R. Müller 6分 (pen.) · Jakob 39分 · Häfner 49分 (o.g.) · E. Müller 57分 · Perry 60分 · Damaschke 68分 |       | Faber 30分 (o.g.)  | 主審: Behr |

| 1904年5月8日 準々決勝 | デュイスブルガーSpV | 5 – 3 | カッセラーFV95 | デュイスブルク |
|                       |                     |       |                | 主審: Roth     |

| 1904年4月24日 準々決勝 | SCゲルマニア・ハンブルク | 11 – 0 | ARBVハノーファー | ハンブルク   |
|                        |                          |        |                  | 主審: Hiller |

| 1904年4月24日 準々決勝 | VfBライプツィヒ (1893年) | 1 – 0 | マクデブルガーFCヴィクトリア96 | ライプツィヒ  |
|                        | Stollberg 65分 (o.g.)    |       |                                | 主審: Neumann |

ARBVハノーファーは最初で最後の全国大会に出場、主将のヒップを含めわずか9人の選手で初戦に臨んだ。対するゲルマニア・ハンブルクは3人の英国人・3人のオランダ人・1人のオーストリア人・1人のスペイン人、合計8人の地元在住外国籍選手を擁していた。試合はゲルマニア・ハンブルクが11-0で圧勝した 。
ノイエ・ハンブルガー・ツァイトゥング紙が1904年4月25日第十面にて端的に報じたところによると、前半終了時のスコアは8-0であった。その時点でハノーファーの選手たちは試合をやめて帰りたがっていたが、説得されて最後までプレーした。その数日後にベルリンの貸新聞シュポルト・イム・ヴォアトには、ハンブルクの選手たちにとって前代未聞の結果かもしれない、と書かれていた。

プラハのドイツ語日刊新聞プラーガー・タークブラットは、ほぼ同じ内容で試合結果を伝え、主審がベルリンのオットー・ヒラーであるとも書いている。またNHZ紙とハンブルガー・ナハリヒテン紙は、後日の5月4日になぜか試合結果を誤って「1-0」としていたのだが、理由は不明である 。得点者は不明。よって今大会の得点王・得点ランキングも、不完全である。試合は中立地で行われず、以降の試合もこの調子であったため、敗退クラブからのクレームの原因となった 。

南部王者カールスルーアーFVは強力なチームと評されており、後の国際サッカー連盟初代総務理事イヴォ・シュリッカーが主将・MFとして初戦に出場した。しかし試合は更に強力なベルリナー・ブリタニアが6-1で圧勝した。ブリタニアは開始6分にリヒャート・ミュラーのPKで幸先よく先制。KFVも相手選手パウル・ファーバーのオウンゴールで同点に追いつくが、その9分後にアルバート・ヤコプが再度ブリタニアにリードをもたらす。後半に入ってKFVのヴィルヘルム・ヘフナーのオウンゴールで3-1、さらにブリタニアは続く20分間で3ゴールを加え、6-1で勝って準決勝進出を決めた。ブリタニアの5人のFWのうち4人が得点を奪っている。

前回王者VfBライプツィヒはマクデブルガーFCヴィクトリア96と対戦。格下の御しやすい相手かと思われたが、しかしマクデブルガーは長い時間スコアレスで踏ん張った。最終的にクアト・シュトールベアクの自責点で彼らの挑戦は敗北に終わり、最小点差で競り勝った王者がベスト4にコマを進めた。

二週間後、初出場のデュイスブルガーSpVとカッセラーFV95が準々決勝最後の試合を戦った。同じく初出場同士の対戦だったゲルマニア・ハンブルクとARBVハノーファーの一戦とは対照的に5-3の打ち合いとなり、デュイスブルガーが勝利した。得点者は不明だが、後のDFB会長ゴットフリート・ヒンツェがデュイスブルガーのGKとして出場していたことがわかっている。

## 準決勝
| 1904年5月8日 準決勝 | SCゲルマニア・ハンブルク | 1 – 3 | ベルリナーTuFCブリタニア92             | ハンブルク    |
|                     | Willis 65分              |       | Schmidt 9分 · Müller 13分 · Perry 40分 | 主審: Matthes |

| 1904年5月12日 準決勝 | VfBライプツィヒ (1893年)                                      | 3 – 2 (延長) | デュイスブルガーSpV                     | ライプツィヒ  |
|                      | Oppermann 52分 · シュタニシェフスキ 85分 · シュナイダー 132分 |              | フィッシャー 25分 · Van der Weppen 78分 | 主審: Neumann |

地元で準決勝を戦ったゲルマニア・ハンブルクだが、その優位を生かせずベルリナー・ブリタニアに1-3で敗れた。ゲルマニアはDFB創設メンバーの一人でもあるドイツ系英国人レギナルト・ヴェステンダープ、ベルリナー・ブリタニアはウィーン出身のドイツ系ハンガリー人パウル・フォン・ゴールトベアガーが、それぞれのゴールを守るキーパーであった。試合は開始9分でブリタニアのマック・シュミットが先制ゴールを決め、1-0に。
四分後にはエーリヒ・ミュラーが追加点を挙げ、さらに前半終了五分前にはエアンスト・ペリーが決めて、アウェイチームが前半だけで3-0と先行した。ホームのゲルマニアは65分にイングランド人選手トーマス・ウィリスが一点を返すのがやっとだった。
ちなみに、ウィリスはドイチェ・マイスターシャフトにおける「記録上」最初のイングランド人得点者である。
彼はゲルマニア・ハンブルクの創設者の一人でもあった。またGKヴェステンダルプは試合終盤にFWに加わったが、2点ビハインドを跳ね返すには至らなかった 。また、ベルリナー・ブリタニアのDFパウル・ファーバーは当時VBB (ベルリン球技クラブ協会)の会長であり、地元リーグ戦の主催者でありながら出場選手の一人でもあった。
一週間後、タイトルホルダーのVfBライプツィヒが初出場のデュイスブルガーSpVを迎え撃った。かなりの接戦で、挑戦者デュイスブルガーは25分に先制し前半を1-0リードで折り返すと、VfBもパウル・オッパーマンが52分に決めて振り出しに戻すが、78分にヴィリ・ファン・デア・ヴェッペンの得点で再度デュイスブルガーがリードを奪った。
しかし終了5分前に初代ドイツ王者は2-2の同点に追いつき、延長戦へ。延長前半をスコアレスで終えた後、VfBライプツィヒはパウル・シュナイダーが決めてこの日初めてのリードを奪い、3-2の勝利と二年連続決勝進出を決めた。

## 決勝
| VfBライプツィヒ (1893年) | 中止     | ベルリナーTuFCブリタニア92 |
| ------------------------ | -------- | -------------------------- |
|                          | レポート |                            |

### 決勝戦中止の背景
準々決勝でベルリナー・ブリタニアに1-6で大敗し初戦敗退したカールスルーアーFVが、大会の不公平性についてDFBに抗議した。上記の試合会場を見れば一目瞭然だが、大会規定にある中立地開催原則はまるで無視されていたのである。当時はアマチュアが当たり前の環境であり、しかもホームタウンと開催地ベルリンの距離・移動所要時間を考えると仕事を休む必要があったのだが、KFVの複数の主力選手が雇用主から休暇をもらえず、遠征を断念した 。

KFVはベルリンまで13時間かけて移動し、試合日の朝に到着した。また三等列車ではなく二等列車を使ったので、その旅費の返還さえも要求した 。DFBは決勝戦開催地のカッセルで年次総会を開いていたが、午前中にその席上で大会中止が決定された。決勝戦キックオフ予定時刻の凡そ5時間前である。
この年次総会は別の意味でも重要だった。前の日、DFBはフランスのパリで開催された国際サッカー連盟設立会議に出席はしなかったが、夕方に加盟希望の電報を送った。その翌日にDFB初代会長のフェルディナント・ヒュッペが辞任した。彼はDFCプラークの会長であり、国籍はオーストリア＝ハンガリー帝国だった。以後DFCプラハは二度と国境を越えてドイツの大会に参加することはなかった。そして新会長に就任したのは、カールスルーアーFV会長のフリードリヒ・ヴィルヘルム・ノーエである。

## 得点ランキング[12]
36ゴールのうち17ゴールまで得点者が判明している。残りの19ゴールはすべて準々決勝の2試合、ゲルマニア・ハンブルク11－0ARBVハノーファー戦と、デュイスブルガーSpV5－3カッセラーFV95戦のものである。
| 選手 | 選手                                          | クラブ                     | 試合数 | 得点数 |
| ---- | --------------------------------------------- | -------------------------- | ------ | ------ |
| 1.   | エーリヒ・ミューラー (1940年没のサッカー選手) | ベルリナーTuFCブリタニア92 | 2      | 2      |
| 1.   | エアンスト・ペッリー                          | ベルリナーTuFCブリタニア92 | 2      | 2      |
| 3.   | アールバート・ヤーコプ                        | ベルリナーTuFCブリタニア92 | 1      | 1      |
| 3.   | マックス・シュミット (サッカー選手)           | ベルリナーTuFCブリタニア92 | 1      | 1      |
| 3.   | ヨハネス・シュナイダー (サッカー選手)         | VfBライプツィヒ            | 1      | 1      |
| 3.   | ヴィリ・ファン・デア・ヴェッペン              | デュイスブルガーSpV        | 1      | 1      |
| 3.   | トーマス・ウィリス (サッカー選手)             | SCゲルマニア87ハンブルク   | 1      | 1      |
| 8.   | リヒャート・ダマシュケ                        | ベルリナーTuFCブリタニア92 | 2      | 1      |
| 8.   | ハインリヒ・フィッシャー (サッカー選手)       | デュイスブルガーSpV        | 2      | 1      |
| 8.   | リヒャート・ミュラー (サッカー選手)           | ベルリナーTuFCブリタニア92 | 2      | 1      |
| 8.   | パウル・オッパーマン                          | VfBライプツィヒ            | 2      | 1      |
| 8.   | ベンノ・シュタニシェフスキ                    | VfBライプツィヒ            | 2      | 1      |

パウル・ファーバー, ヴィルヘルム・ヘーフナー、クアト・シュトールベアクがオウンゴールを献上した。